# Leptotyphlopinae
Sous-famille
Les Leptotyphlopinae sont une sous-famille de serpents de la famille des Leptotyphlopidae.

## Répartition
Les espèces de cette sous-famille se rencontrent en Afrique et en Asie.

## Liste des genres
Selon The Reptile Database (25 nov. 2011) :
- Epacrophis Hedges, Adalsteinsson & Branch, 2009
- Leptotyphlops Fitzinger, 1843
- Myriopholis Hedges, Adalsteinsson & Branch, 2009
- Namibiana Hedges, Adalsteinsson & Branch, 2009

## Publication originale
- Stejneger, 1892 : Notes on some North American snakes. Proceedings of the United States National Museum, vol. 14, p. 501–505 (texte intégral).